# 渋川市立渋川南小学校
渋川市立渋川南小学校（しぶかわしりつ しぶかわみなみしょうがっこう）は、群馬県渋川市にある公立小学校。

## 概要
1954年に北群馬郡の1町3村が合併し旧渋川市となった際、北群馬郡渋川町立渋川小学校が渋川市立北小学校（現・渋川市立渋川北小学校）へと改称し、北小学校から新設分離される形で渋川市立南小学校が開校する。開校当時は北小学校は40学級2131人に対し、南小学校は19学級861人の規模であった。 
2006年2月20日に旧渋川市と北群馬郡の3町村、勢多郡の2村が合併したことにより、校名を現在の渋川市立渋川南小学校に変更した。2002年の校舎改築の際に環境省のエコスクール・パイロットモデル事業（平成12年度）に認定され、太陽光発電設備やビオトープなど環境教育を考慮した学校施設となっている。

## 沿革
- 1954年
  - 4月1日 - 渋川市立南小学校として開校。
  - 6月30日 - 校舎竣工
- 1958年8月10日 - プール竣工
- 1959年7月21日 - 新校舎落成
- 1962年4月1日 - 通学区変更。上郷、川原町、裏宿、上ノ町が編入（北小学校より）。
- 1966年4月1日 - 特殊学級が発足される。
- 1974年6月16日 - 体育館落成
- 1976年4月1日 - 通学区変更。熊野地区が編入。
- 1984年11月11日 - 校歌制定
- 2002年3月27日 - 新校舎竣工
- 2006年
  - 2月20日 - 渋川市立渋川南小学校に校名変更。
  - 3月15日 - 新プール竣工

## 校長
2023年4月現在、渋川市立渋川南小学校校長は木暮敦美である。

### 歴代校長
1. 狩野藤太郎（1954年4月1日就任）
2. 樺沢菊十郎（1956年11月1日就任）
3. 石北又（1965年4月1日就任）
4. 秋元重（1967年4月1日就任）
5. 飯塚重夫（1973年4月1日就任）
6. 志村真一（1976年4月1日就任）
7. 須藤光雄（1979年4月1日就任）
8. 吉田金吉（1980年4月1日就任）
9. 折田恒（1981年4月1日就任）
10. 柴田一郎（1984年4月1日就任）
11. 関口宗男（1986年4月1日就任）
12. 岸輝男（1989年4月1日就任）
13. 八高正俊（1991年4月1日就任）
14. 伊藤壽史（1994年4月1日就任）
15. 高田秀夫（1996年4月1日就任）
16. 青木英昭（1997年4月1日就任）
17. 横手英雄（2001年4月1日就任）
18. 小林八洲男（2002年4月1日就任）
19. 永井政夫（2004年4月1日就任）
20. 松波芳子（2007年4月1日就任）

2008年〜2018年不明
1. 角田和志 (2019年4月1日就任)
2. 森田満   (2021年4月1日就任)
3. 木暮敦美 (2023年4月1日就任)

## 通学区域
- 渋川
  - 大崎・南町・長塚町・上ノ町・川原町・裏宿・上郷・藤ノ木・辰巳町
- 石原
  - 熊野[2]